# Nigel Sims
 David Nigel Sims (* 9. August 1931 in Coton in the Elms; † 6. Januar 2018 in Gorseinon) war ein englischer Fußballtorhüter. Nach ersten Profijahren als Ersatzmann hinter Bert Williams bei den Wolverhampton Wanderers wurde er zum Rekordtorhüter von Aston Villa. Mit den „Villans“ gewann er 1957 den FA Cup sowie in der Saison 1960/61 den erstmals ausgetragenen Ligapokal.

## Sportlicher Werdegang

### Wolverhampton Wanderers
Sims wurde 1931 in dem kleinen Dorf Coton in the Elms unweit von Burton geboren. In seiner Jugend stand er in der Dorfmannschaft gleichsam als Torwart zwischen den Pfosten und war bei Bedarf Angreifer. Entdeckt wurde er später von einem Scout der Wolverhampton Wanderers, aber obwohl die gezeigten Leistungen im Probetraining noch nicht vollständig überzeugten, verpflichteten ihn die „Wolves“ im Jahr 1948. In der Umbruchphase des Vereins, in der gerade der spätere Erfolgstrainer Stan Cullis seinen Vorgänger Ted Vizard abgelöst hatte, war Sims zunächst nur eines von vielen Torhütertalenten. Erstmals auf sich aufmerksam machte der junge Holzarbeiterlehrling in einem Spiel der Reservemannschaft. Die Gelegenheit hatte sich kurzfristig ergeben, nachdem der planmäßige Torwart an einer Lebensmittelvergiftung erkrankt war. Sims blieb in der Partie ohne Gegentor und im Anschluss trainierte er regelmäßig mit der ersten Mannschaft sowie im Reserveteam mit. Am 18. April 1949 (Ostermontag) vertrat er erstmals in der ersten Mannschaft Stammkeeper Bert Williams gegen Sheffield United in der höchsten englischen Spielklasse. Nach weiteren Einsätzen machte er sich begründete Hoffnungen im bevorstehenden Endspiel des FA Cups in der Startelf zu stehen. Williams meldete sich aber für das Finale gegen Leicester City wieder einsatzbereit, das Wolverhampton mit 3:1 gewann.
Sims trat im weiteren Verlauf des Jahres seinen Wehrdienst an (zunächst in Rhyl, später in Oswestry). Obwohl er dessen ungeachtet für Trainingseinheiten und Pflichtspiele zur Verfügung stand, lief er in den nächsten beiden Jahren nur einmal für die erste Mannschaft auf. Erst ab 1951 kam er zu einer zweistelligen Ausbeute an Ligapartieeinsätzen pro Saison. Auch zu Beginn der Spielzeit 1953/54, die den „Wolves“ die englische Meisterschaft bescherte, war Sims plötzlich erste Wahl, bevor ihn Williams erneut verdrängte und somit den Hauptanteil am Erfolg für sich beanspruchen konnte (Sims bestritt zum Ende acht der 42 Ligaspiele). Es dauerte noch bis März 1956, bevor sich Sims aus Wolverhampton verabschiedete und sich im Duell mit Williams geschlagen gab. Obwohl er sich in der Zeit zu einem vor allem physisch sehr starken und präsenten Torhüter entwickelt hatte, war er in gut sieben Jahren nur in 38 Ligaspielen zum Zuge gekommen.

### Aston Villa
Sims fand im März 1957 mit den von Eric Houghton trainierten „Villans“ einen Klub in der unteren Tabellenhälfte der ersten Liga vor. Unmittelbar nach seiner Ankunft stellten sich sofort Erfolge ein. Nicht nur wurde der knappe Klassenerhalt bewerkstelligt, auch im FA Cup erreichte Aston Villa im Jahr darauf das Endspiel. Dort besiegte Sims mit seinen Mannen die berühmten „Busby Babes“ von Manchester United überraschend mit 2:1 – „begünstigt“ durch die frühe Verletzung von Uniteds Tormann Ray Wood. Als in der Saison 1958/59 Houghton durch Joe Mercer ersetzt wurde, mehrte sich die Unzufriedenheit bei Sims. Zunächst konnte Mercer den Fall in die Zweitklassigkeit nicht abwenden. Dazu stand Sims Mercers taktischen Ansichten oft kritisch gegenüber und war verstimmt, dass ihn der neue Trainer häufig auch mit Verletzungen spielen ließ. Sims galt zu diesem Zeitpunkt als einer der besten englischen Torhüter seiner Zeit und kritisierte nachträglich, dass sowohl ein Angebot von Manchester United (unmittelbar nach der Flugzeugkatastrophe von München im Februar 1958) als auch später vom FC Arsenal abschlägig behandelt worden waren. Auch in der englischen Nationalmannschaft hatte er nie eine Bewährungschance erhalten, was Sims maßgeblich auf den einflussreichen Funktionär Arthur Oakley von den Wolverhampton Wanderers zurückführte, der als Teil des Auswahlkomitees des englischen Fußballverbands gegen die Berücksichtigung von Spielern zu stimmen pflegte, die „seine“ Wolves verlassen hatten.
In der Saison 1959/60 errang Sims mit Aston Villa die Zweitligameisterschaft und im Jahr darauf neben dem Achtungserfolg mit dem neunten Rang in der ersten Liga den Titel in der Erstausgabe des Ligapokals. Im Finale gegen Rotherham United nahm er jedoch nur am Hinspiel teil, das mit 0:2 in Rotherham verloren ging; die erfolgreiche 3:0-Aufholjagd im Rückspiel verpasste er verletzungsbedingt und wurde von Geoff Sidebottom vertreten. Drei weitere Jahre verbrachte Sims noch bei dem Verein und erreichte 1963 noch einmal ein Ligapokalendspiel, in dem er dem Lokalrivalen Birmingham City unterlag. Insgesamt absolvierte Sims 310 Pflichtspiele für Aston Villa bis Mitte 1964 und war damit vereinsinterner Rekordhalter bis ihn Namensvetter Nigel Spink Jahrzehnte später übertraf.

### Karriereende
Ablösefrei wechselte Sims in die dritte englische Liga zu Peterborough United und ließ dort seine aktive Karriere im englischen Fußball ausklingen. Dazu verdingte er sich in den 1960er-Jahren im nordamerikanischen Fußball und stand im kanadischen Toronto für City und die Falcons im Tor. Dazu arbeitete Sims einige Jahre als Trainer im Collegesport. Abseits des Sports ging er seiner Profession als Zimmermann nach und ließ sich auf der walisischen Gower-Halbinsel nieder. Im April 2012 veröffentlichte Sims seine Autobiografie In Safe Hands, die in Zusammenarbeit mit dem Autor Colin Abbott entstanden war.
Knapp sechs Jahre später verstarb Sims im Januar 2018 in der walisischen Stadt Gorseinon.

## Titel/Auszeichnungen
- Englischer Ligapokal (1): 1960/61
- Englischer Pokal (1): 1956/57